# Noctiluca scintillans
Espèce
Noctiluca scintillans, ou Noctiluca miliaris, est une espèce d’algues unicellulaires présentant un noyau, comme tous les Eukaryotes, et appartenant au groupe des Dinoflagellés (Syn. Dinophytes).
N. scintillans est un organisme marin unicellulaire qui peut exister sous forme verte ou sous forme rouge en fonction de la pigmentation présente dans ses vacuoles. C’est un organisme que l’on retrouve partout dans le monde mais dont la distribution géographique varie selon la forme verte ou rouge.
Cet organisme est connu pour sa capacité de bioluminescence, rendant les eaux d’un bleu lumineux. Il est cependant aussi responsable de phénomènes à risque pour l’environnement ; il provoque des marées rouges toxiques.

## Systématique

### Étymologie
Le nom Noctiluca scintillans vient du latin. Noctiluca signifie « lumière, lumière la nuit » et scintillans « brillant, jetant des éclats de lumière » 

### Synonymes
Noctiluca scintillans a pour synonymes : 
- Mammaria scintillans Ehrenberg, 1834[2]
- Medusa marina Slabber, 1771[2]
- Medusa scintillans Macartney, 1810[2]
- Noctiluca marina Ehrenberg, 1834[2]
- Noctiluca miliaris Suriray ex Lam., 1816[2]
- Noctiluca omogenea Giglioli, 1870[2]
- Noctiluca pacifica Giglioli, 1870[2]
- Noctiluca punctata Busch, 1851[2]

### Classification
La noctiluque  fut classée avec les méduses jusqu’en 1873 quand Ernst Haeckel a décidé de le déplacer dans les crystoflagellés avec les Dinoflagellés. Ce fut ainsi jusqu’en 1920 quand elle fut déplacée dans l’ordre des Noctilucales . Ce classement est encore sujet à discussion aujourd’hui et le lien de Noctiluca avec les Dinoflagellés n’est pas encore totalement étayé par les analyses  phyllogénétiques. 
Actuellement, elle fait partie de l’embranchement des Myzozoaires qui sont des organismes unicellulaires flagellés, de la classe des Dinophycées possédant deux flagelles, de l’ordre des Noctilucales dont le noyau n’a pas de caractère dinocaryon chez l’adulte et de la famille des Noctilucacées qui ont une forme globuleuse avec un tentacule.

## Description

### Morphologie et anatomie

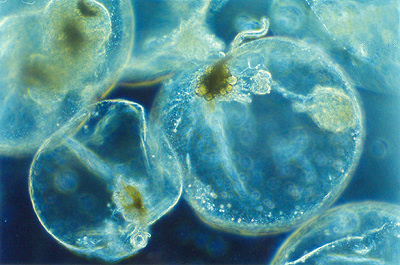
Noctiluca scintillans.

Noctiluca scintillans est un organisme unicellulaire sphéroïde, il mesure de 400 à 1500 μm. Il se déplace en fonction du courant et ne peut pas vraiment nager.  Son corps translucide laisse apparaître les différentes structures interne de la cellule. N. scintillans a une longue expansion cytoplasmique accrochée à la base d’un sillon profond, proche du noyau. Une autre marque d’identification sont les stries fines qui partent du noyau central et s’étendent en direction de la périphérie de la cellule. Cette espèce est connue par l’apparition de flashes bleus lors de plongée de nuit . 
Il ne faut pas confondre N. scintillans avec Spatulodinium pseudonoctiluca, qui est une espèce semblable mais plus petite (<200 micromètres) . 
Il existe deux formes colorées de N. scintillans, selon le pigment présent dans les vacuoles. 
La forme rouge est hétérotrophe. Cette forme de N. scintillans entre alors en compétition avec les copépodes pour se nourrir de phytoplancton.
La forme verte possède un symbiote photosynthétique à l’intérieur,  Pedinomonas noctiluca, responsable  de la couleur verte. Il est principalement  photoautotrophe lorsque ce symbiote photosynthétique est abondant dans les cellules,. 

### Place dans la chaîne alimentaire
N. scintillans a une place importante dans la chaîne alimentaire pélagique. Cette noctiluque  la proie de beaucoup de copépodes comme Calanus sp., Temora sp. and Acartia sp. chaetognaths and hydromedusae.  À cause de leur prolifération excessive, ils attirent beaucoup de prédateurs étant donné leurs agrégations très denses et leur bioluminescence fréquente dans cette phase de leur vie.
Le régime alimentaire varie en fonction de la forme verte et rouge. La forme verte est en effet autotrophe si le symbiote Pedinomonas noctiluca est abondant dans sa vacuole. Autrement, il est hétérotrophe, comme la forme rouge. N. scintillans se nourrit alors d’agrégats de diatomées, ainsi que d’œufs de copépodes, de larves au stade naupilaire et d’œufs de poissons. 
N. scintillans peut se faire parasiter par Euduboscquella, qui est un parasite intracellulaire qui infecte principalement les Tintinnidae mais aussi les Dinoflagellés.

## Cycle de vie
Noctiluca scintillans est un dinoflagellé hétérotrophe qui cause des marées rouges toxiques. Cette capacité est liée à son cycle de vie particulier, capable de générer de très nombreux individus en une période très courte.

### Trophontes
Il faut partir des trophontes. Les trophontes sont le stade de vie adulte non reproducteur de nombreux protozoaires ciliés. Ils ont une forme d’aubergine dont la surface est composée de deux couches distinctes ; une couche externe gélatineuse et une membrane plasmique. Comme tout eucaryote, le trophonte est composé d’un noyau qui se situe proche du cytostome entouré de cytoplasme formant le centre cytoplasmique.

### Gamontes
C’est avec les gamontes, qui est le nom des cellules lors de la gamétogenèse, que se produit la division cellulaire. Ces gamontes sont produits par une petite fraction des trophontes qui engendre la gamétogenèse spontanément. Lors de cette transformation, la cellule devient sphérique et perd certains organites dont le tentacule et le noyau se déplace pour se trouver juste en dessous de la surface de la cellule. 
Ce cycle de vie se poursuit par deux divisions nucléaires consécutives pour obtenir 4 noyaux. Cette division créée des renflements au-dessus de la surface cellulaire. Il s’ensuit une continuité de divisions nucléaires synchrones dont chaque « progamète » est relié aux autres grâce à des filaments minces. Au fur et à mesure de la progression de la gamétogenèse, il y a une condensation des chromosomes au sein des différentes divisions nucléaires qui assombrit la couleur de la cellule. Finalement on se retrouve avec quatre amas en forme de pétale de progamètes. 

### Zoospores
Les progamètes de l’étape précédente se sont transformés en zoospores. À ce moment-là, ils sont uniformément répartis dans une partie de la cellule. En même temps que la maturation des progamètes, deux flagelles commencent à se développer et battent activement. Ces flagelles se développent à l’extérieur de la cellule mère et les gamètes matures sont alors libérés dans le milieu environnant. Lorsqu’ils sont tous sortis, la cellule mère reste fantôme.
Les deux flagelles formés n’ont pas la même longueur et donc pas la même fonction. Le plus long des deux sert à la direction du mouvement dans l’eau de mer alors que le court donne plutôt une force de nage pour activer le déplacement. 

### Formation du zygote
Cette étape est encore fortement sujette aux hypothèses. Il semblerait que Noctiluca scintillans produit des isogamètes, ce sont des gamètes qui fusionnent entre eux pour former un zygote. Ce zygote possède alors 4 flagelles et 2 noyaux. Cela signifie que l’espèce est en réalité diploïde, la différenciant de la plupart des dinoflagellés qui sont haploïdes. 

### Développement morphologique du zygote au trophonte
Au début de la formation du trophonte, le nombre de flagelle diminue, les cellules deviennent fusiformes. Dans la suite du développement elles s’arrondissent, et deux flagelles distincts se forment un plus long et un plus court pour finalement n’en conserver qu’un seul. Après cela, la couche externe devient discernable et c’est donc le moment de la formation de la croûte. Finalement, on se trouve avec un trophonte miniature doté d’un tentacule par lequel il absorbe la nourriture pour manger grâce à des matériaux visqueux auxquels les algues s’accrochent. 
Grâce à sa grande spécificité, Noctiluca scintillans pourrait augmenter sa biomasse jusqu’à 100 fois plus en une semaine.

## Répartition et habitat

### Environnement favorable
L’environnement joue un grand rôle dans la prolifération de Noctiluca scintillans. La population varie en fonction de l’ensoleillement, du courant, de la présence de nutriments (surtout le nitrate, l’ammonium et l’urée), de la salinité des eaux, de la température et du stress trophique. La quantité rencontrée varie aussi en fonction de la géographie et de l’océan concerné même si elle est présente partout dans le monde.  
On retrouve Noctiluca scintillans dans les eaux tempérées, subtropicales et tropicales. Elle se trouve abondamment proche des côtes ; c’est une espèce néritique[1][réf. nécessaire]. On la retrouve aussi abondante à proximité de l’embouchure des rivières après de fortes précipitations. On les retrouve surtout pendant les saisons chaudes, même si on peut en trouver toute l’année. 
Les conditions extrêmes pour l’espèce sont de 2 à 31 °C et de 17 à 45 psu (practical salinity unit). Cependant, chaque forme a ses préférences et les rangs de température et de salinité sont plus restreints de façon générale. 
La forme rouge se retrouve sur une large gamme de températures : entre 10 et 25°C et dans des environnements salés. Elle est très abondante dans les environnements euthrophisés où les diatomées dominent car c’est sa source de nourriture favorite. La forme verte quant à elle est plus restreinte, sa gamme de température est de 25 à 30°C. 

### Distribution géographique
Noctiluca scintillans s’étend des océans tropicaux jusqu’aux mers nordiques. C’est une espèce cosmopolite, qui se trouve dans toutes les mers du monde. 
La forme verte de N. scintillans se retrouve principalement dans les eaux tropicales de l’Asie du sud-est, dans le golfe du Bengale, dans la mer d’Arabie, dans le golfe d’Oman et dans la mer Rouge.La forme rouge est plus répandue, on la retrouve dans les mers d’Amérique centrale, en Europe, au niveau de la mer Noire, en Asie de l’Est, du Sud et du Sud-Est, et encore dans les mers de Tasman. On en retrouve aussi sur les côtes d’Amérique du Sud et dans les mers de l’ouest de l’Afrique.
Les deux formes se chevauchent dans l’ouest, l’est et le nord de la mer d’Arabie avec une différence saisonnière pour leur abondance. On retrouve en effet la forme verte dans les eaux froides, avec des mélanges convectifs hivernaux alors qu’on retrouve la forme rouge lors de la saison estivale qui est plus chaude. 

## Bioluminescence

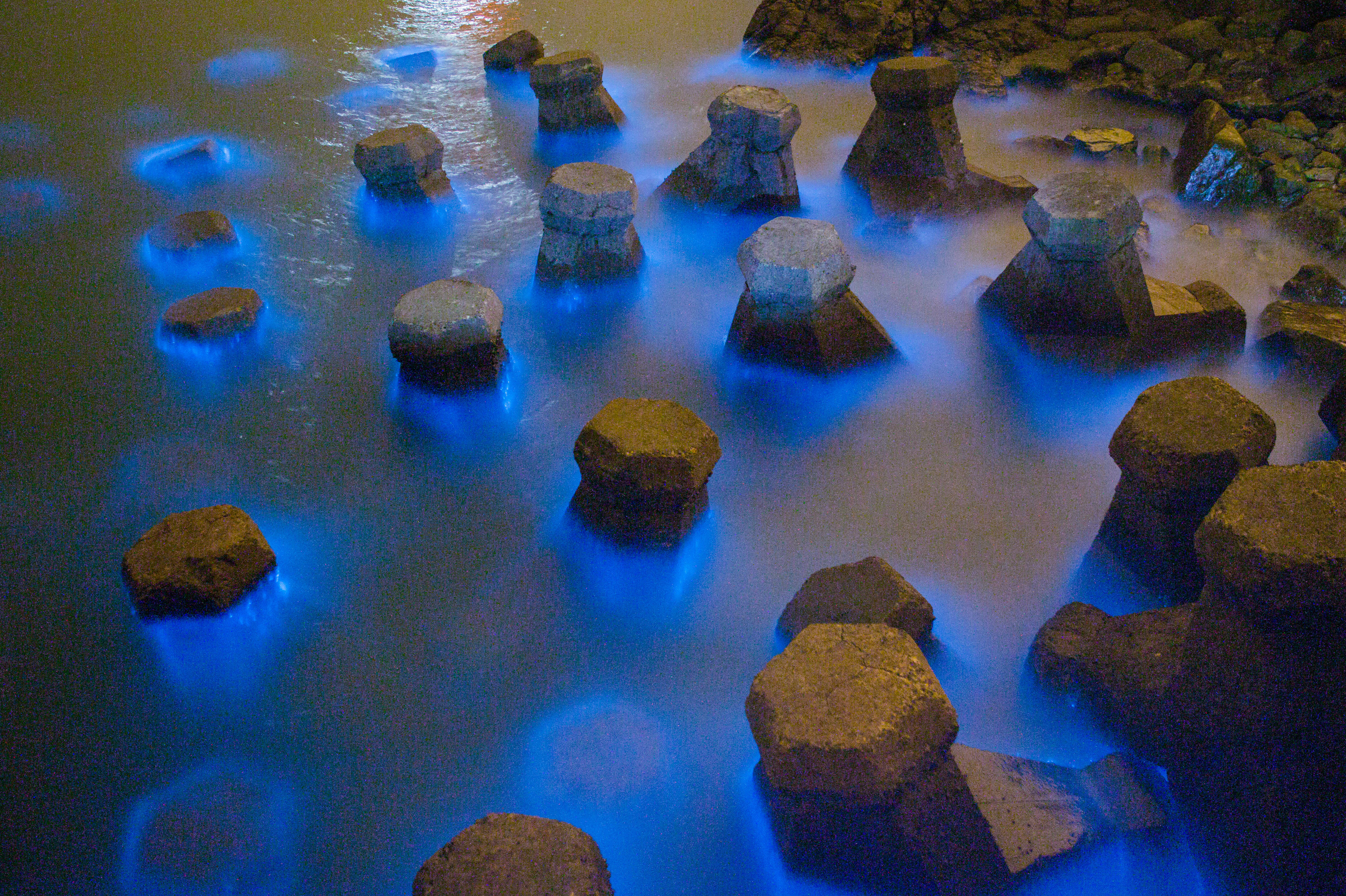
« Larmes bleues » luminescentes dans les Îles Matsu en Chine orientale

C’était un phénomène autrefois mystérieux qui était appelé « feu de la mer » ou « scintillement de mer » par les marins et habitants côtiers. Il s’agit de la transformation de l’énergie chimique en énergie lumineuse par un être vivant qui émet ensuite cette lumière. La bioluminescence se différencie de la fluorescence et de la phosphorescence car ces 2 dernières nécessitent un contact avec la lumière pour déclencher le phénomène. 
N. scintillans produit des flash lumineux lors de stress mécaniques. On peut donc observer ce phénomène dans de l’eau agitée, donc lors de passage de bateaux, près des côtes au niveau des vagues ou encore après agitation de l’eau. 
La bioluminescence est plus forte lors de la prolifération. 
C’est la réaction entre la luciférase et la luciférine qui provoque l’émission de lumière. Cette réaction fut découverte par le physiologiste lyonnais Raphaël Dubois. C’est lui qui baptisa les deux substances impliquées dans la réaction:  la luciférase, une enzyme thermolabile et la luciférine, thermostable mais présente en quantité limitée dans les organismes. 
La luciférine se combine avec la luciférase et l’ensemble réagit avec l’oxygène pour former un complexe oxydé. La luciférine émet alors un photon.  
En ce qui concerne Noctiluca scintillans, la réaction chimique se produit dans des organites appelés scintillons. Ce sont des vésicules denses abondantes à la surface de la cellule pendant la nuit et qui fait ressortir la vacuole.
La lumière est produite par une stimulation mécanique due à une contrainte de cisaillement. La déformation de la membrane cellulaire provoque un potentiel d'action à travers la membrane de la vacuole causé par les ions Ca2+ libérés des réserves intracellulaires. Ce potentiel d’action libère un afflux de protons de la vacuole aux scintillons faisant baisser le pH de 8 à 6. Cela change la conformation de la luciférase en la rendant active. La luciférine elle contient une protéine de liaison l’empêchant de s’auto-oxyder dans un pH alcalin. Elle la relâche par un changement de conformation en pH acide, activant la luciférine. Cette activation permet ensuite à l’enzyme d’oxyder la luciférine pour donner l’oxyluciférine. C’est cette molécule qui entraîne l’émission de photons par un processus inconnu. 
Noctiluca scintillans est l’un des organismes bioluminescents les plus fréquents dans les régions côtières du monde, sa bioluminescence dure 80 ms.  Dans les régions où il est abondant, sa bioluminescence agit comme un caractère expressif sensible et permet d’avoir une indication sur sa distribution spatiale. Il y a une grande variabilité au niveau de la durée de bioluminescence entre les espèces qui n’est pas encore expliquée. Mais il se peut que cela soit relié au nombre de scintillons présent, au volume de scintillons, la quantité de luciférine disponible et la quantité de scintillons stimulés par l’afflux de protons qui peut s’approcher des 5% pour Noctiluca scintillans.
Certains autres phénomènes influencent l’intensité de la bioluminescence et même sa présence. Tout d’abord, il a été découvert qu’elle varie avec le rythme circadien. Les molécules sont détruites à l’aube et commencent à être resynthétisées au crépuscule. Leur concentration est maximale pendant 4h de la nuit, lorsqu’elle atteint 10 fois la concentration de la journée,. 
L’intensité de la lumière émise est influencée par le statut physiologique de la cellule et aussi par les facteurs environnementaux. L’intensité est aussi influencée par la quantité de lumière reçue pendant la journée précédente. Ce dernier phénomène est dû au fait que pour les espèces contenant de la chlorophylle (comme le genre vert pour Noctiluca scintillans), le mécanisme de bioluminescence est un peu différent et dépend de la molécule chlorophylle a . La bioluminescence est donc influencée par la sensibilité des cellules à la stimulation, la réponse spécifique, le temps, la physiologie et les facteurs environnementaux. 
N. scintillans est moins sujet à la prédation lorsqu’il est dans cette « phase » de bioluminescence, cela peut donc être une des fonctions de la bioluminescence.  La fonction de la bioluminescence n’a pas encore été prouvée, il ne s’agit que de concepts théoriques. Cependant, il paraît que cela agit comme une défense contre les prédateurs, pour de l’oxygène, comme camouflage et pour la séduction. 
N. scintillans n’est pas la seule espèce capable de bioluminescence ; Pyrocystis lunula, un Dinobionte, ou certaines bactéries en sont capables aussi .

### Calendrier d'observation

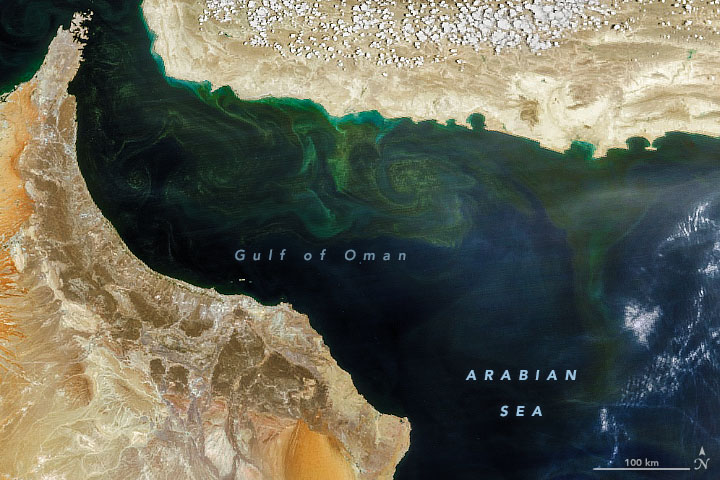
Observation par satellite de la noctiluca scintillans dans le golfe d'Oman en mai 2019

Le phénomène de bioluminescence est très joli à observer, mais on ne le retrouve pas partout à n’importe quelle période. Ci-joint, un calendrier des pics d’abondance dans les régions du monde et en fonction du mois de l’année. 
| Région                                           | Mois de l’année | Mois de l’année | Mois de l’année | Mois de l’année | Mois de l’année | Mois de l’année | Mois de l’année | Mois de l’année | Mois de l’année | Mois de l’année | Mois de l’année | Mois de l’année |
|                                                  | J               | F               | M               | A               | M               | J               | J               | A               | S               | O               | N               | D               |
| Atlantique nord-est (golfe de Gascogne)          |                 |                 |                 | X               |                 |                 |                 |                 |                 |                 |                 |                 |
| Mer du Nord (côte Belge)                         |                 |                 |                 |                 |                 | X               | X               |                 |                 |                 |                 |                 |
| Mer Noire (central nord)                         |                 |                 |                 |                 | X               |                 |                 |                 |                 |                 |                 |                 |
| Mer Noire (sud)                                  |                 |                 |                 |                 | X               |                 |                 |                 |                 |                 |                 |                 |
| Mer Noire (Nord-est)                             |                 |                 |                 |                 |                 | X               |                 |                 |                 |                 |                 |                 |
| Mer de Marmara                                   |                 |                 |                 |                 |                 | X               |                 |                 |                 |                 |                 |                 |
| Mer Adriatique (nord)                            |                 |                 |                 |                 | X               |                 |                 |                 |                 |                 |                 |                 |
| Mer d’Arabie du Nord (côtes du Pakistan)         |                 | X               | X               |                 |                 |                 |                 |                 |                 |                 |                 |                 |
| Mer d’Arabie du Nord-Ouest (côtes et pleine mer) | X               | X               |                 |                 |                 |                 |                 |                 |                 | X               |                 |                 |
| Mer d’Arabie de l’Ouest (golfe d’Oman)           |                 | X               |                 |                 |                 |                 |                 | X               |                 |                 |                 |                 |
| Mer d’Arabie de l’Est                            |                 |                 |                 |                 |                 |                 |                 | X               |                 |                 |                 |                 |
| Mer Rouge (Nord)                                 |                 | X               | X               |                 |                 |                 |                 |                 |                 |                 |                 |                 |
| Océan Indien du Nord-est (golfe du Bengal)       |                 |                 |                 | X               | X               |                 | X               | X               |                 | X               |                 | X               |
| Mer de Chine (golfe de Thaïlande)                |                 |                 |                 |                 |                 |                 | X               | X               |                 |                 |                 |                 |
| Plateau Australien du sud-est                    | X               |                 |                 |                 |                 |                 |                 |                 |                 |                 |                 | X               |
| Océan Pacifique du nord-ouest (plateau japonais) |                 |                 | X               |                 |                 |                 |                 |                 |                 |                 |                 |                 |

## Risques

### Marées rouges
La prolifération de N. scintillans peut être toxique, elle a été reliée à la mortalité massive de poissons et d’invertébrés marins. Cette espèce ne produit pourtant pas de toxines, qui sont souvent la cause de l’effet nocif de ces marées quand elles sont causées par d’autres organismes. C’est en réalité à cause de l’accumulation d’ammonium en trop grandes quantités et de la diminution de l’oxygène dissous dans l’écosystème direct lors de sa prolifération que N. scintillans est néfaste pour d’autres espèces, comme les poissons et invertébrés qui connaissent alors une forte mortalité. 
Lorsque la concentration d’individus dépasse un million et demi d’individus par litre, l’eau devient rouge rose ou orangée, d’où le nom du phénomène de marée rouge. En 1970, on a retrouvé des concentrations de 2 400 000 de N. scintillans par litre. 
Ce phénomène n’est pas toujours rouge. La couleur dépend du pigment de la vacuole de l’organisme et peut être verte. 
D’autres espèces peuvent aussi causer les marées rouges, comme des espèces de Dinobiontes, qui sont des unicellulaires comportant 2 flagelles. Il faut une vérification au microscope pour savoir si la marée rouge est en effet due à Noctiluca scintillans ou non. 

### Eutrophisation
Noctiluca scintillans a été observé pour la première fois dans la mer d’Arabie dans les années 2000, coïncidant avec une sous-saturation de l'eau de mer en oxygène. Depuis ce jour, Les concentrations en oxygène dissout en hiver dans la zone euphotique supérieure sont restées faibles. Il a été prouvé que l’espèce croit davantage dans un milieu avec une lumière abondante (pour le genre vert) et avec une concentration en oxygène dissout plus faible, cela augmente la fixation d’oxygène dans l’espèce et diminue encore plus les taux d’oxygène. Cela permet à l’espèce de se développer plus vite et créer donc des vagues d’efflorescence du Noctiluca scintillans vert dans la mer d’Arabie tous les hivers.
L’eutrophisation de l’eau n’est donc pas directement liée à Noctiluca scintillans, mais le fait d’avoir une concentration en oxygène dissout déjà légèrement faible pendant la période des moussons induit un développement plus important de l’espèce qui aggrave la situation par une augmentation de sa fixation en oxygène et diminuant la quantité d’oxygène dissout disponible. Cette diminution d’oxygène dissout naturelle est en réalité causée par la présence de phytoplancton amené par ces eaux hypoxiques de l’océan Austral lors de la période des moussons. A ce jour, c’est la seule explication de l’arrivée des eaux à faible teneur en oxygène.  
Autre détail intéressant, Noctiluca scintillans produit une grande quantité de phosphore et d’azote dans ses excrétions. L’efflorescence de l’espèce a souvent été relié à des morts massives d’invertébrés et de poissons marins mais en réalité elle ne produit pas de toxines : elle accumule des quantités mortelles d’ammonium qui est ensuite excrété dans l’environnement. C’est pendant les marées rouges toxiques que la forme rouge excrète ces quantités mortelles pour les animaux l’entourant.

### Impact sur les récifs coralliens
Les récifs coralliens subissent un déclin sévère depuis quelques décennies. Selon une étude menée en 2019 au golfe de Mannar (Sud de l’Inde), les conditions hypoxiques causées par la prolifération des algues provoquent une mortalité massive des récifs coralliens. 
Dans cette étude, il est prouvé que Noctiluca scintillans provoque la mort de ces coraux de façon significative en proliférant, car leur reproduction provoque une diminution de l’oxygène dissous de l'ordre de 2 mg/L. Cela cause une hypoxie mortelle pour les coraux du genre Acropora, Montipora et Pocillopora.
Ce phénomène ne fera que s’accentuer avec le changement climatique, qui va accroître la fréquence et l’intensité des proliférations. De plus en plus de coraux seront alors affectés. 
Il reste beaucoup d’études à faire pour trouver les moyens de remédier à ce problème, notamment pour connaître les mécanismes précis de l’interaction. 
Les coraux abritent en effet 25% de la vie marine de la Terre. Il y a donc beaucoup d’enjeux à comprendre cela.